# Coronaal vlak

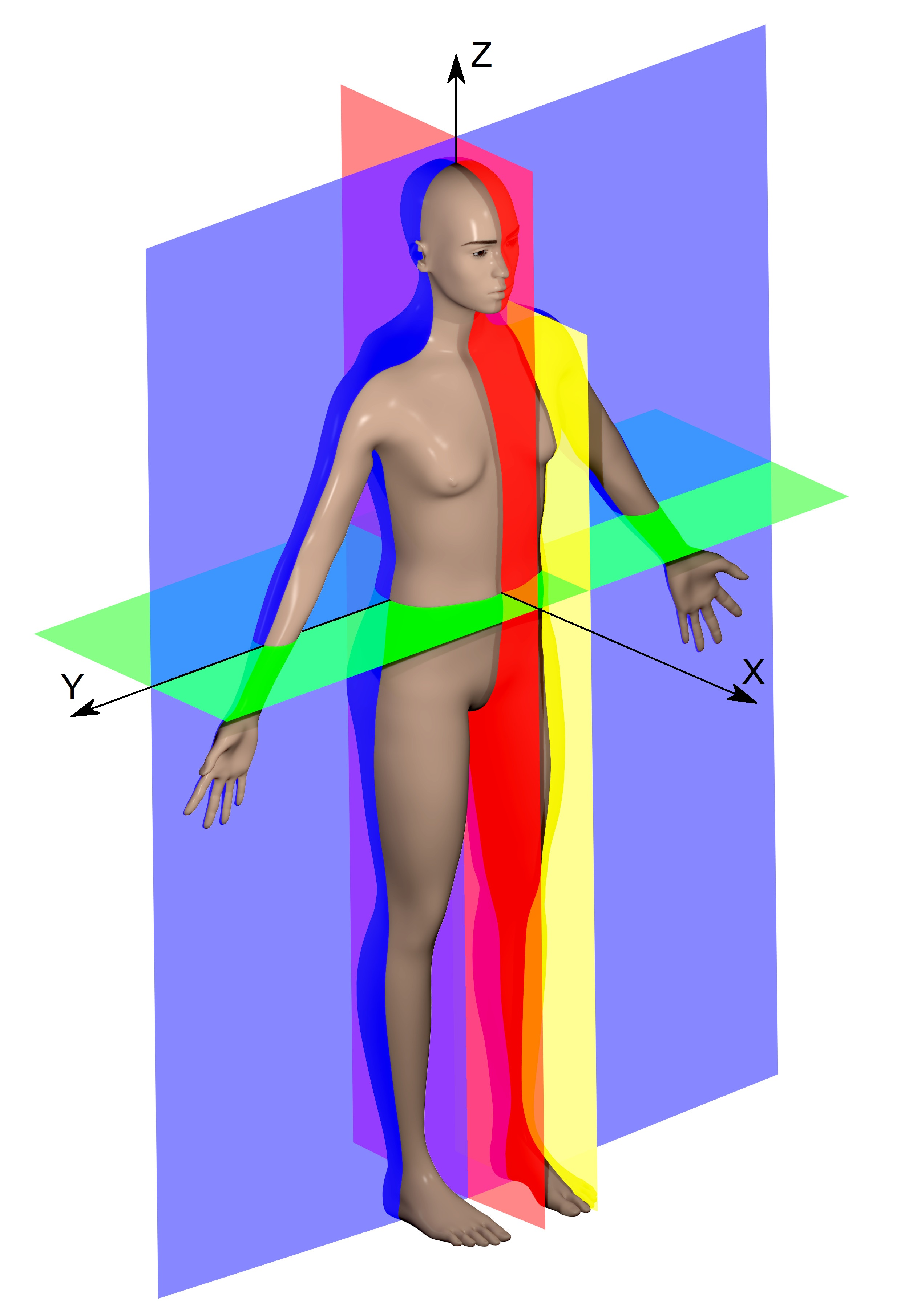
anatomische vlakken
midsagittaal of mediaan vlak
sagittaal vlak
frontaal of coronaal vlak
transversaal vlak

Het coronaal vlak of frontaal vlak is het anatomische vlak dat het lichaam verdeelt in een voorkant, die anterior ligt en een achterkant, die posterior ligt. Het coronaal is naar de kroonnaad genoemd, die van links naar rechts over de schedel loopt, bijna van oor tot oor. Afbeeldingen van een coronaal vlak worden van voren bekeken. Rechts is dan voor de kijker links.

Coronale doorsnede van de hersenen

superior · inferior · anterior · posterior 

craniaal · rostraal · caudaal 

proximaal · distaal 

ventraal · dorsaal · lateraal · mediaal
coronaal · sagittaal · mediaan · transversaal 

nasaal · temporaal · occipitaal 

contralateraal · ipsilateraal · bilateraal · unilateraal 

afferent · efferent